# Stawiska (gromada)
Stawiska – dawna gromada, czyli najmniejsza jednostka podziału terytorialnego Polskiej Rzeczypospolitej Ludowej w latach 1954–1972.
Gromady, z gromadzkimi radami narodowymi (GRN) jako organami władzy najniższego stopnia na wsi, funkcjonowały od reformy reorganizującej administrację wiejską przeprowadzonej jesienią 1954 do momentu ich zniesienia z dniem 1 stycznia 1973, tym samym wypierając organizację gminną w latach 1954–1972.
Gromadę Stawiska z siedzibą GRN w Stawiskach utworzono – jako jedną z 8759 gromad na obszarze Polski – w powiecie kościerskim w woj. gdańskim na mocy uchwały nr 18/III/54 WRN w Gdańsku z dnia 5 października 1954. W skład jednostki weszły obszary dotychczasowych gromad Dębogóry, Niedamowo, Sarnowy, Stawiska i Nowa Kiszewa (bez osad Chrósty i Bestra Suka) ze zniesionej gminy Kościerzyna w tymże powiecie. Dla gromady ustalono 14 członków gromadzkiej rady narodowej.
1 stycznia 1960 gromadę zniesiono, a jej obszar włączono do gromad: Wielki Klincz (miejscowości Dębogóry, Niedamowo, Nowe Niedamowo i Smolniki), Stary Bukowiec (miejscowość Nowa Kiszewa) i Skorzewo z siedzibą w Kościerzynie (miejscowości Stawiska, Małe Stawiska, Szenajda, Sarnowy i Wielki Podleś) w tymże powiecie.